# 마지 심슨
마조리 “마지” 부비에 심슨(영어: Marjorie “Marge” Bouvier Simpson)은 미국의 애니메이션 심슨 가족에서 등장하는 캐릭터로 호머 심슨의 아내이자, 바트, 리사, 매기의 어머니이다. 유달리 길게 뻗은 파란 머리와 유난히 허스키한 목소리를 가졌다. 마지라는 이름은 심슨 가족의 제작자인 맷 그레이닝의 어머니 마지 그레이닝에서 따온 것이다.

## 심슨 가족에서의 역할

### 생애
마지는 호머와 동갑이며 어릴 때 호머와 첫키스를 하였다. 1974년에 같은 스프링필드 고등학교에 재학 중이던 호머를 다시 만난다. 이후 호머는 마지에게 반해 마지가 듣고 있었던 외국어 과목인 프랑스어의 과외를 부탁하였고, 그로 인해 그녀는 호머와 친밀해지게 되었다. 하지만 나중에 호머가 공부가 아닌 자신과 사귀고 싶어해서 프랑스어 과외를 부탁했던 것을 설토하자 마지는 그의 거짓말에 크게 실망하여 한동안 호머와 만나지 않았다. 그리고 마지는 졸업식 파티에 같이 갈 파트너로 아티 지프를 선택했으나, 아티가 자신에게 강제로 키스하려 하자, 그에게서 빠져나와 진정으로 그녀와 사귀고 싶어한 호머와 사귀게 된다. 이후 대학에 진학하여 본인의 공부와 꿈을 위해 호머와 잠시 헤어지기도 했다. 그러나 모질지못한 그녀도 헤어진 후에도 열렬한 그리고 진심으로 자신을 걱정하고 사랑하는 호머를 선택하고 본인의 공부와 꿈을 포기하게 된다. 그리곤 호머와 캐나다 국경에 위치한 작은 예배당에서 결혼식을 올리고 스프링필드에 정착하여 살게 된다.

### 성격
마지는 배려심이 많고 이타적이며 사람들과 원만한 관계로 가족으로부터 이웃으로부터 믿음을 쌓아간다. 여성으로서도 교양이 있다. 이례적으로 한번씩 자신이 좋아한 것에 빠지면 좀처럼 그만두지 못하는 인간적인 면도 있다. 도박이나 술에 빠지고, 사이비 종교에도 빠져 집안을 등한시한 적도 있다. 하지만 스스로 선을 긋고 가정을 더 사랑하기 때문에 항상 다시 일상으로 돌아오는 선택을 한다.
마지는 가족 중 유일하게 기독교를 열렬히 신봉한다. 호머가 교회에 나가지 않으고 하자 신과 호머중에서 하나 밖에 선택하지 못한다면 신을 선택할 수 밖에 없다고 말하는가 하면, 리사가 종교를 불교로 바꾸자 온갖 방해공작을 펼쳐서 리사를 기독교로 되돌리려고 했다.
마지는 예술에 재능이 있다. 링고 스타가 마지가 그려 보낸 그림을 25년 만에 받게 되는 에피소드가 있다. 그리고 마지는 호머가 다니는 스프링필드 원자력발전소 사장인 몽고메리 번즈의 초상화를 그리기도 하였다. 그리고 호머가 아이스크림 장사를 할 때 아이스크림 막대로 사람들의 모형을 만들기도 했다.
마지는 요리도 잘 한다. 특히 그녀가 만든 포크 촙은 호머도 인정하여 일주일에 한 번은 마지에게 포크 찹을 해달라 부탁을 할 정도이다.
사실 마지는 굉장한 미모의 소유자로 호머의 친할머니인 우마 히크맨에 버금가는 수준이었다. 바트가 학교에 들어간 이후에도 그 미모가 변함이 없다. 마지는 길게 뻗은 머리를 아래로 풀면 그 미모가 그대로 드러나는데, 이를 모티브로 하여 샴푸CF모델이 되기도 했다.

### 직업
마지 심슨은 직업이 한번 정해지면 오래 이어지질 못하고 짧은 시간내에 그만둔다(사실 꼭 그런것은 아니다. 쉽게 싫증내는 성격은 결코 아니며 가족사정에 의해 불가피하게 주부로 돌아오는 경우가 많다.).
마지는 애로틱 제빵사, 경찰, 부동산업자, 상담원, 응급조치강의원, 공무원, 암살자, 도박사, 주방용품 모델, 마녀 등이었다.
이중 암살자, 마녀는 심슨가족의 핼러윈 스페셜 방송분에서 나온 직업이기 때문에 본래의 만화에서의 직업에는 반영되지 않는다. 실제로 현존하는 잡지인 맥심과 플레이보이 에서도 표지에 나온적이 있다.

### 자녀 교육
마지는 자녀교육에 소홀한 호머 심슨과 달리 자녀들에게 관심을 기울이고 자녀들이 올바른 길로 가도록 유도한다. 언제나 가족을 지키는 희생정신과 자녀를 지키려는 모성애가 강하고 부모로서의 역할을 충분히하려 노력하며 그에 기쁨과 보람을 느끼는 긍정적인 캐릭터이다. 자녀가 이미 3명이 있음에도 호머에게 아기를 가지고 싶다하거나 메기가 부모와 떨어져도 울지 않는 모습을 보며 상실감을 느껴 기운없어하는 모습을 보면 알 수 있다.
자녀인 세아이도 그녀를 믿고 잘따른다. 항상 누군가 호머와 마지중 선택하라면 아이들은 주저없이 마지를 선택한다. 그만큼 호머보다 아이들과 많은 시간과 관심을 쏟기 때문이다.
그러나 놀이상대로는 마지보다 아이들이 호머를 곧잘 선택하는데 여기에서 질투를 느끼기도 한다.

## 기타 특징
- 마지의 목소리는 매우 허스키하다.
- 마지는 원래 왼손잡이였지만, 평범하게 보일려고 오른손도 같이 쓰다보니 양손잡이가 되었다.
- 마지의 눈 색은 갈색이다.
- 마지는 부비에 가족의 셋째이다.
- 마지는 호머와 연애를 시작한지 2년이 지났을 때, 바트를 임신했다는 사실을 알게 되어 캐나다 국경에 위치한 작은 예배당에서 결혼식을 올리게 된다.
- 마지는 프랑스계 미국인이며, 프랑스어 실력은 수준급 이상이다.
- 마지의 제일 큰 두려움은 할머니가 되지 못하는 것이다.
- 사람들에게 "No"라고 거절을 잘 못한다.
- 심슨 가족들 중에 유일하게 교회 가는 걸 재촉하는 사람이다.
- 마지는 슈퍼맨 같은 초인적인 힘을 가지고 있다.[1]
- 첫 핼러윈 특집에서는 오프닝에서 마지가 아이들을 빨리 재우라고 경고하지만, 시즌 5까지 등장하였으며 이후의 할로윈 특집부터 등장하지 않게 되었다.
- 마지는 마치 폴 피닉스나 니카이도 베니마루처럼 머리를 위로 세우고 다닌다.
- 마지는 머리를 세우고 다니지만 세운 머리를 풀면 엉덩이를 덮을 정도로 길다.
- 마지의 신장은 5ft 6inch(168cm)이지만 머리카락 높이까지 합치면 7ft 6inch(229cm)이다. 세운 머리카락만 2ft(61cm)에 달한다.

## 참조
1. ↑  댄스 대회에서 호머를 들어올려 돌린적도 있었고, 호머에게 계단 너머로 오토바이를 던져 넘겨준 적도 있었다.